# Janusz Karweta
Janusz Karweta (ur. 20 marca 1988 w Oświęcimiu) – polski łyżwiarz figurowy, startujący w konkurencji solistów i par sportowych z Krystyną Klimczak. Uczestnik mistrzostw Europy i mistrzostw świata juniorów, mistrz Polski (2008) w parach sportowych.

## Osiągnięcia

### Pary sportowe
Z Krystyną Klimczak
| Zawody                                | 05–06          | 06–07          | 07–08          | 08–09          |                |                |                |                |                |                |                |                |                |                |                |                |                |
| Międzynarodowe                        | Międzynarodowe | Międzynarodowe | Międzynarodowe | Międzynarodowe | Międzynarodowe | Międzynarodowe | Międzynarodowe | Międzynarodowe | Międzynarodowe | Międzynarodowe | Międzynarodowe | Międzynarodowe | Międzynarodowe | Międzynarodowe | Międzynarodowe | Międzynarodowe | Międzynarodowe |
| ------------------------------------- | -------------- | -------------- | -------------- | -------------- | -------------- | -------------- | -------------- | -------------- | -------------- | -------------- | -------------- | -------------- | -------------- | -------------- | -------------- | -------------- | -------------- |
| Mistrzostwa Europy                    |                |                |                | 16             |                |                |                |                |                |                |                |                |                |                |                |                |                |
| Nebelhorn Trophy                      |                |                |                | 10             |                |                |                |                |                |                |                |                |                |                |                |                |                |
| Międzynarodowe: Kategorie młodzieżowe |                |                |                |                |                |                |                |                |                |                |                |                |                |                |                |                |                |
| Mistrzostwa świata juniorów           |                | 13             | 16             | 13             |                |                |                |                |                |                |                |                |                |                |                |                |                |
| JGP Finał                             |                |                | 8              |                |                |                |                |                |                |                |                |                |                |                |                |                |                |
| JGP w Czechach                        |                | 12             |                | 11             |                |                |                |                |                |                |                |                |                |                |                |                |                |
| JGP w Estonii                         |                |                | 14             |                |                |                |                |                |                |                |                |                |                |                |                |                |                |
| JGP w Norwegii                        |                | 11             |                |                |                |                |                |                |                |                |                |                |                |                |                |                |                |
| JGP w Wielkiej Brytanii               |                |                | 15             | 13             |                |                |                |                |                |                |                |                |                |                |                |                |                |
| Warsaw Cup                            | 2 J            | 2 J            |                |                |                |                |                |                |                |                |                |                |                |                |                |                |                |
| Krajowe                               |                |                |                |                |                |                |                |                |                |                |                |                |                |                |                |                |                |
| Mistrzostwa Polski                    |                | 2              | 1              |                |                |                |                |                |                |                |                |                |                |                |                |                |                |
| Mistrzostwa Polski juniorów           | 1              | 1              |                |                |                |                |                |                |                |                |                |                |                |                |                |                |                |

### Soliści
| Mistrzostwa Polski | 2 N | 5 J | 3 J |